# Smagliatura

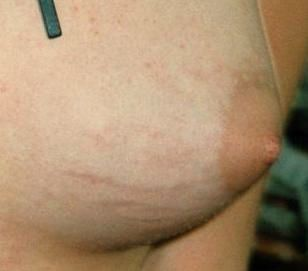
Seno con evidenti smagliature

Le smagliature, altrimenti dette strie o striae distensae cutis, sono lesioni dermiche che si formano in determinati periodi della vita quali la pubertà o la gravidanza oppure di conseguenza a terapie ormonali, a variazioni di peso e volume o intensa attività fisica, coinvolgendo in tal caso maggiormente i ragazzi che svolgono attività di pesistica,.

## Segni e sintomi
Appena formate si presentano rosse e talvolta rilevate (striae rubrae), a volte accompagnate da prurito, per divenire progressivamente bianche, opache, svuotate ed atrofiche. Dal punto di vista delle alterazioni del tessuto le smagliature si caratterizzano per una disorganizzazione della membrana basale con conseguente perdita di melanociti e per un deterioramento di collagene ed elastina e per una ridotta rigenerazione cellulare. Dal punto di vista visivo si riconoscono per il colore più chiaro rispetto al tessuto sano e per l’incapacità di abbronzarsi.
Le smagliature si localizzano prevalentemente su seno, addome, glutei e gambe nelle donne e su spalle e zona lombare nei ragazzi.
La presenza di smagliature sull’addome può influire negativamente nella donna aumentando in misura rilevante il rischio di prolasso addominale, dolore pelvico cronico e varici nelle gambe.
Talvolta le smagliature costituiscono un primo sintomo di patologie più gravi come la sindrome di Marfan e di Cushing, mentre recentemente l’Università di Verona ha scoperto una correlazione nell’insorgenza di smagliature in giovanissima età con la predisposizione all’autismo.  

## La storia
Le smagliature sono una patologia che solo recentemente si è manifestata in maniera intensiva. Leonardo, Vesalio e Morgagni non ne parlano nel Codice Leicester, nel De Humani Corporis Fabrica e nel De Sedibus, tanto è vero che bisogna attendere Johann Georg Roederer che le descrisse per la prima volta verso la metà del XVIII secolo. Solo nel 1936 Nardelli esegue le prime biopsie su smagliature, permettendone una corretta definizione morfologica. Nel corso del XX secolo la smagliatura è divenuta comune conseguenza del parto. La sua diffusione aumenta in maniera esponenziale nel XXI secolo, colpendo sempre più donne ed anche una quantità rilevante di ragazzi durante l’età dello sviluppo.

## Trattamenti e prevenzione
Ad oggi non esistono evidenze scientifiche che dimostrino che sia possibile prevenire le smagliature. Per la loro cura sono state proposte creme domiciliari e molte terapie, alcune delle quali non hanno però portato a miglioramenti significativi. Tra queste ricordiamo la dermoabrasione, la carbossiterapia, la radiofrequenza, i laser .